# Yesterday (album de Maurice Chevalier)
Pour les articles homonymes, voir Yesterday (homonymie).
Albums de Maurice Chevalier
À l'Alhambra avec Michel Legrand et son grand orchestre
(1957) Today
(1959)
Yesterday est l'un des six albums américains enregistrés par Maurice Chevalier entre 1958 et 1960. Tous les titres sont des versions ré-enregistrées de ses succès des années 1920/1930, excepté The Yankee Doodle Boy.

## Listes des titres
1. « Mimi » - 1:39
2. « My Ideal » - 2:52
3. « Livin' in the Sunlight, Lovin' in the Moonlight » - 1:40
4. « I Was Lucky » - 2:24
5. « Walking My Baby Back Home » - 1:59
6. « Louise » - 2:39
7. « You Brought a New Kind of Love to Me » - 2:17
8. « Valentine » - 1:19
9. « One Hour with You » - 1:58
10. « Hello Beautiful » - 1:30
11. « Isn't It Romantic » - 2:35
12. « The Yankee Doodle Boy » - 1:29